# Hegias (Bildhauer)
Hegias (altgriechisch Ἡγίας Hēgías) oder Hegesias war ein Bildhauer aus Athen des sogenannten Strengen Stils eine Generation vor Phidias. Keine Arbeit kann ihm sicher zugeschrieben werden, obwohl Plinius einen Pyrrhus erwähnt, der von Pallas Athene gestützt wird. Nicht weniger wichtig ist jedoch der Umstand, dass er Lehrer des Phidias in der Bildhauerei gewesen war.
Pausanias (8, 42, 4 und 8, 42, 10) erwähnt Hegias als  Zeitgenossen von Onatas und von Ageladas aus Argos. Lukian von Samosata erwähnt Hegias im Zusammenhang mit den strengstiligen Bildhauern Kritios und Nesiotes, die durch die Tyrannenmörder bekannt sind. Den Stil beschrieb er als steif und rau, aber scharf in den Umrissen. Quintilian sagt von Hegesias und Kallon, dass ihre Arbeiten rau sind und Gemeinsames mit dem Etruskischen Stil haben. Plinius in seiner Naturalis historia (XXXIV 8, 19) zählt Hegias unter die Rivalen des Phidias.